# Turistická značená trasa 8631
 Turistická značená trasa č. 8631 měří 1,1 km; spojuje rozcestí Spoj Rakytovských dolin v Blatnické dolině a rozcestí Malý Rakytov - úbočie na úbočí vrcholu Malého Rakytova v západní části pohoří Velké Fatry na Slovensku.

## Průběh trasy
Od rozcestí Spoj Rakytovských dolin v Blatnické dolině stoupá zalesněným terénem k rozcestí Malý Rakytov - úbočie. Jedná se o krátkou, spojovací trasu.
| Km  | Místo                   | Navazující a křižující trasy | Souřadnice                       | Nadm. výška  |
| --- | ----------------------- | ---------------------------- | -------------------------------- | ------------ |
| 0,0 | Spoj Rakytovských dolin | 5634                         | 48°53′20″ s. š., 18°58′40″ v. d. | 750 m n. m.  |
| 1,1 | Malý Rakytov - úbočie   | 2720                         | 48°52′51″ s. š., 18°58′27″ v. d. | 1000 m n. m. |

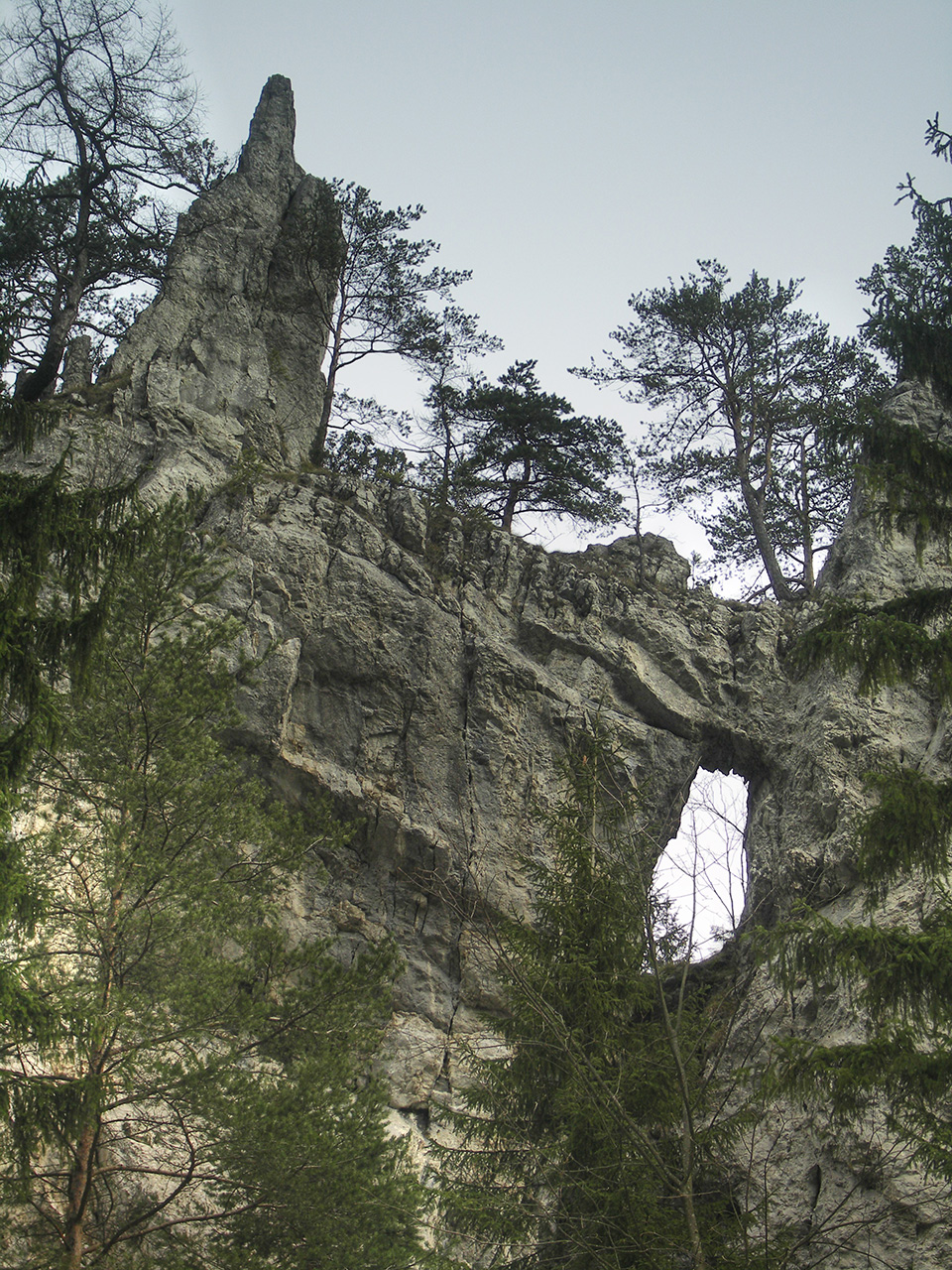
Blatnická dolina